# Grgur II. Moslavački
Grgur II. Moslavački (prvi spomen 1217., posljednji spomen 1231.) je bio hrvatski plemenitaš iz obitelji Moslavačkih.
Unuk je Makarija I., rodonačelnika Moslavačkih, od kojih je prema nekim povjesničarima nastala obitelj Čupora Moslavačkih, i sin Tome I. Moslavačkog, bana i prvog vukovarskog župana.
1255. bio je župan Karaševske županije, a 1269. godine zabilježen je kao sudac Kumana što je u ono vrijeme bila jedna od najvažnijih dužnosti u kraljevstvu, a iduće ju je godine preuzeo palatin. 
Imao je troje stričeva, brata Tomu II te četiri sestre, te sinove Egidija II., bana Mačve i Bosne, Grgura III., župana u Željeznom, Petra III., transilvanijskog biskupa i Lovru. Grgur II. imao je posjede u Bačkoj, Baranji i Srijemu te u novačkom kraju.

## Vanjske poveznice
- Projekt "Mogućnosti turističke ponude Grada Garešnice", Povijesni dio projekta izradili, uz stručno vodstvo profesorice povijesti i likovne umjetnosti Milke Prodanić, učenici trećeg razreda opće gimnazije. Koordinatorice projekta: Margareta Miloš, prof. i dipl. bibl. i Martina Terranova, profSrednja škola August Šenoa, Garešnica, 2014.